# István Kausz
István Kausz, född 18 augusti 1932 i Budapest, död 3 juni 2020 i Budapest, var en ungersk fäktare.
Kausz blev olympisk guldmedaljör i värja vid sommarspelen 1964 i Tokyo.